# Magdalena Agnieszka Lubomirska
Magdalena Agnieszka Lubomirska (née en 1739 à Janowiec, morte en 1780) ou Magdalena Agnieszka Sapieżyna (du nom de son second époux), fille d'Antoni Benedykt Lubomirski et de Anna Sophia Ożarowska.

## Mariage et descendance
Le 26 juin 1755, elle épouse Joseph Lubomirski qui décède peu après.
En 1756, elle épouse Aleksander Michał Sapieha. De ce mariage sont nés deux fils et quatre filles:
- Kazimierz Michał Sapieha (1757-1758)
- Anna Teofila Sapieha (1758-1813), épouse de Seweryn Potocki (pl) puis de Hieronim Janusz Sanguszko
- Karolina Sapieha (1759-1814), épouse de Teodor Potocki (pl) puis de Stanisław Sołtyk (pl)
- Marianna Katarzyna Sapieha (1760-?)
- Amelia Emilia Sapieha (1762-1835), épouse de Franciszek Jelski
- Franciszek Sapieha (1772-1829), général d'artillerie